# Friederike xứ Mecklenburg-Strelitz
Friederike xứ Mecklenburg-Strelitz (tiếng Đức: Friederike zu Mecklenburg-Strelitz; tên đầy đủ: Friederike Luise Karoline Sophie Charlotte Alexandrine; 3 tháng 3 năm 1778 - 29 tháng 6 năm 1841) là một Công nữ Đức, bà đã trải qua 3 đời chồng, trong đó Friedrich Ludwig Karl của Phổ là đời chồng đầu tiên, Friedrich Wilhelm xứ Solms-Braunfels là đời chồng thứ 2, và Vương tử Ernest Augustus của Liên hiệp Anh, Công tước xứ Cumberland (sau trở thành vua của Vương quốc Hannover) trở thành người chồng thứ 3, cũng là cuối cùng của Friederike. Cuộc hôn nhân của bà với Vương tử Ernest Augustus đã bị Vương thất Anh ngăn cấm, trong đó mẹ của Vương tử đồng thời cũng là cô ruột của Friederike là Vương hậu Charlotte hết sức phản đối. Nhưng cuối cùng 2 người cũng đã kết hôn thành công, vì thế Federica trở thành Vương tử phi của Anh và Công tước phu nhân xứ Cumberland. Frederike trở thành vương hậu của Hanover sau khi Ernst kế vị ngai vàng của Vương quốc Hannover vào ngày 20 tháng 06 năm 1837 cho đến khi bà qua đời vào năm 1841. Cuộc hôn nhân của họ hạnh phúc và có 1 gái và 1 trai, người con trai duy nhất là Thái tử Georg Friedrich, sau kế thừa ngai vàng Hannover và ông cũng là vị vua cuối cùng của vương quốc này.
Friederike sinh ra ở Altes Palais của Hannover. Cô là con gái thứ 5 của Karl II xứ Mecklenburg-Strelitz, và người vợ đầu tiên của ông, Friederike Caroline Luise xứ Hessen-Darmstadt. Cha cô nhận tước hiệu Đại công tước xứ Mecklenburg vào ngày 18 tháng 6 năm 1815.